# Actio libera in causa
L’actio libera in causa, qui signifie en latin « action libre dans la cause », est une institution juridique de la responsabilité pénale.
Elle prévoit que l’inculpé ne peut invoquer son irresponsabilité lorsqu’il l’a créée dans le dessein de commettre une infraction, voire "par négligence", c'est-à-dire en étant conscient de la possibilité d'une infraction .

## Application dans les régimes nationaux

### Italie
En droit italien, elle est prévue à l'article 87 du Code pénal.

### Suisse
En droit suisse, elle est prévue à l’art. 19 alinéa 4 du Code pénal ainsi qu’à l’article 263 pour la consommation d’alcool.